# Clans
Clans er et abstrakt brætspil, designet af Leo Colovini og udgivet af Rio Grande Games i 2002. Spillet er en abstraktion over forhistorisk tid, hvor små nomadegrupper samlede sig i klaner for at slå sig ned. Det tager kun en halv times tid at gennemføre spillet.
| Spil | Spire Denne artikel om spil eller lege er en spire som bør udbygges. Du er velkommen til at hjælpe Wikipedia ved at udvide den. |